# Émetteur gamma
Un isotope est dit émetteur gamma lorsqu’il est radioactif et que, au cours de sa décroissance radioactive, il émet un ou plusieurs photons gamma.
Un isotope émetteur gamma peut avoir seulement une radioactivité gamma, mais très souvent, elle est accompagnée d’une radioactivité bêta ou alpha, la décroissance alpha ou bêta laissant le plus souvent le noyau fils dans un état instable.